# Brandi Carlile (álbum)
Brandi Carlile es el álbum debut homónimo de la cantante de folk rock, Brandi Carlile.

## Lista de canciones
1. "Follow" (Brandi Carlile, Tim Hanseroth) – 4:13
2. "What Can I Say" (Hanseroth) – 2:50
3. "Closer To You" (Carlile, Hanseroth) – 2:54
4. "ThrIt All Away" (Carlile, Hanseroth) – 3:43
5. "Happy" (Carlile) – 2:32
6. "Someday Never Comes" (Carlile, Hanseroth) – 2:47
7. "Fall Apart Again" (Hanseroth, Phil Hanseroth) – 3:37
8. "In My Own Eyes" (Carlile) – 3:31
9. "Gone" (Carlile, Hanseroth) – 3:05
10. "Tragedy" (Carlile) – 3:45

En el re-lanzamiento del 2006 por Columbia Records, fue incluida una re-grabación de "Throw It All Away" y una versión de "Tragedy" acompañado de un violinchelo, así como una versión de la canción "60 Years On" del cantautor Elton John.

## Créditos
- Robbie Adams – Tracking
- Michael Barber – Executive Producer
- Kip Beelman – Engineer
- Brandi Carlile – Guitar, Vocals, Producer, Engineer
- Tim Devine – A&R
- Autumn DeWilde – Photography
- Martin Feveyear – Mixing
- Phil Hanseroth – Bass, Vocals (bckgr)
- Tim Hanseroth – Guitar, Vocals (bckgr), Engineer
- Aimee MacAuley – Art Direction
- Vlado Meller – Mastering
- Phil Peterson – Strings
- Glenn Slater – Keyboards
- Kevin Suggs – Pedal Steel

- Datos: Q3283299